# Prednja Austrija
Prednja Austrija (nje: Vorderösterreich, lat: Austria Anterior) ili prije stari posjedi (nje: Vorlande) je zajednički naziv za najstarije posjede Habsburgovaca zapadno od Tirola i Bavarske. Ovaj dio Habsburške Monarhije se danas nalazi u Švicarskoj, Vorarlbergu, Elzasu, Belfortu, južnom Baden-Württembergu i Bavarskoj Švapskoj.
Na području bivše Prednje Austrije nalaze se najstariji posjedi Habsburgovaca kao što su dvorac Habsburg, opatija Ottmarsheim. Između 13. st. i početka 19. st. ti su posjedi (osim Vorarlberga) iz habsburške prešli u tuđu vlast. Novi vlasnici su bili pojedini kantoni Švicarske, Kraljevina Francuska, Bavarska, Württemberg i Baden). Prednja Austrija isto kao i Austrijsko Nadvojvodstvo bila je od 14. st. do 19. st. dio Svetog Rimskog Carstva te na kratko i Austrijskog Carstva.